# Rumen Tenew
Rumen Genczew Tenew (bg. Румен Генчев Тенев) – bułgarski zapaśnik walczący w stylu klasycznym. Srebrny medalista mistrzostw Europy w 1986; szósty w 1982. Mistrz świata juniorów w 1985. Drugi na ME młodzieży w 1985 roku.